# Exile
Exile (エグザイル?) es una boy band japonesa compuesta por diecinueve miembros. El exlíder del grupo es Hiro, quien debutó como miembro de Zoo en 1991. Exile ha lanzado todos sus sencillos y álbumes bajo el sello Rhythm Zone de Avex. Los orígenes de Exile se remontan a 1999 con el grupo J Soul Brothers, luego de que el vocalista Sasa abandonara la formación. Fue entonces cuando los bailarines Hiro, Matsu, Usa y Makidai junto con los nuevos vocalistas Atsushi y Shun formaron dicha banda. En 2013, se anunció que Hiro se retiraría de Exile para enfocarse en su trabajo como productor y  de LDH (un sello discográfico fundado por los miembros originales del grupo en 2003). 
Exile ha vendido más de 20 millones de discos solo en Japón. 

## Historia
El líder de la banda, Hiro, pertenecía a una banda llamada Zoo (1991-1995). Tras la separación del grupo seguido de un periodo poco fructífero, Hiro creó en 1999 otra banda masculina a la que llamó Japanese Soul Brothers (la posterior J Soul Brothers). Sasa pasó a ser la voz principal de la banda y junto a este bailarían Hiro con otros nuevos compañeros: Matsu, Makidai y Usa. Al cabo de un tiempo, Sasa abandonó el grupo para apostar por su carrera en solitario y tras su marcha se unieron Atsushi y Shun, tras lo cual cambiaron el nombre a Exile en 2001. Su sencillo debut fue titulado Your eyes only ~Aitai na Boku no Rinkaku~. Ésta se hizo también conocida por ser utilizada dentro de la serie de TV japonesa Dekichatta Kekkon.
En 2003, Exile versionó una de las antiguas canciones de la banda Zoo, "Choo Choo TRAIN", canción que se convirtió en su mayor logro hasta el momento, catapultándolos al éxito y vendiendo más de 1 millón de copias.
El 29 de marzo de 2006, Shun dejó la banda para continuar su carrera en solitario, y lanzó su álbum debut con su verdadero nombre poco tiempo después. Tras la salida de Shun, fue integrado Akira como bailarín, quien hasta ese momento era parte de la banda Rather Unique. Para buscar un nuevo vocalista en reemplazo a Shunsuke, se realizó una audición llamada EXILE Vocal Battle Audition 2006~ASIAN DREAM~, de la cual finalmente fue escogido Takahiro de entre 10 000 aspirantes.
Su último álbum de estudio, "Exile Love", llegó a vender en torno a 1,5 millones de copias en menos de cuatro meses, siendo el álbum más vendido en 2008. El recopilatorio "Exile Ballad Best" vendió casi un millón de copias en la primera semana posterior a su lanzamiento, siendo el álbum que más ha recaudado en su primera semana de ventas en 2008.
El 1 de marzo de 2009, hicieron pública la totalidad de sus planes en su programa de televisión「EXILE GENERATION」(Nippon Television, miércoles 24:59-25:44). Incorporaron los 7 miembros de la resucitada J SOUL BROTHERS ( fue nuevamente creada en 2007 con el apoyo de HIRO como productor), aumentando su número de integrantes a 14: son ahora 2 vocalistas, otros 2 que son a la vez vocalistas y performers (aunque por el momento ATSUSHI y TAKAHIRO siguen siendo los únicos vocalistas como antes), y 10 performers en total.

## Miembros

### Bailarines
| Nombre artístico | Nombre real         | Nacimiento                         | Notas                                       |
| ---------------- | ------------------- | ---------------------------------- | ------------------------------------------- |
| Exile Hiro       | Hiroyuki Igarashi   | 1 de junio de 1969 (56 años)       | Líder, retirado                             |
| Toshio Matsumoto | Toshio Matsumoto    | 27 de mayo de 1975 (50 años)       | Retirado                                    |
| Exile Makidai    | Daisuke Maki        | 27 de octubre de 1975 (49 años)    | Retirado                                    |
| Exile Üsa        | Yoshihiro Usami     | 2 de febrero de 1977 (48 años)     | Retirado                                    |
| Exile Akira      | Ryōhei Kurosawa     | 23 de agosto de 1981 (43 años)     | También miembro de Exile The Second         |
| Kenchi Tachibana | Kenichirō Teratsuji | 28 de septiembre de 1979 (45 años) | También miembro de Exile The Second         |
| Exile Tetsuya    | Tetsuya Tsuchida    | 18 de febrero de 1981 (44 años)    | También miembro de Exile The Second         |
| Exile Naoto      | Naoto Kataoka       | 30 de agosto de 1983 (41 años)     | También miembro de Sandaime J Soul Brothers |
| Naoki Kobayashi  | Naoki Kobayashi     | 10 de noviembre de 1984 (40 años)  | También miembro de Sandaime J Soul Brothers |
| Takanori Iwata   | Takanori Iwata      | 6 de marzo de 1989 (36 años)       | También miembro de Sandaime J Soul Brothers |
| Alan Shirahama   | Alan Shirahama      | 4 de agosto de 1993 (31 años)      | También miembro de Generations              |
| Mandy Sekiguchi  | Mandy Sekiguchi     | 25 de enero de 1991 (34 años)      | También miembro de Generations              |
| Sekai            | Sekai Yamamoto      | 21 de febrero de 1991 (34 años)    | También miembro de Fantastics               |
| Taiki Sato       | Taiki Sato          | 25 de enero de 1995 (30 años)      | También miembro de Fantastics               |

### Vocalistas
|                | Nombre artístico | Nacimiento                       | Notas |
| -------------- | ---------------- | -------------------------------- | ----- |
| Exile Atsushi  | Atsushi Satō     | 30 de abril de 1980 (45 años)    |       |
| Exile Takahiro | Takahiro Tasaki  | 8 de diciembre de 1984 (40 años) |       |

### Vocalistas y bailarines
| Nombre artístico | Nombre real         | Nacimiento                     | Notas                               |
| ---------------- | ------------------- | ------------------------------ | ----------------------------------- |
| Exile Nesmith    | Ryuta Karim Nesmith | 1 de agosto de 1983 (41 años)  | También miembro de Exile The Second |
| Exile Shokichi   | Shokichi Yagi       | 3 de octubre de 1985 (39 años) | También miembro de Exile The Second |

### Exmiembros
| Nombre artístico | Nombre real       | Nacimiento                    | Notas     |
| ---------------- | ----------------- | ----------------------------- | --------- |
| Shun             | Shunsuke Kiyokiba | 11 de enero de 1980 (45 años) | Vocalista |
| Keiji Kuroki     | Keiji Kuroki      | 21 de enero de 1980 (45 años) | bailarín  |

## Discografía

### Álbumes
| #  | Título                     | Fecha de lanzamiento | Posición más alta | Ventas en la primera semana | Ventas    |
| -- | -------------------------- | -------------------- | ----------------- | --------------------------- | --------- |
| 1  | Our Style                  | 06-03-2002           | #5                | 110,010                     | 291,000   |
| 2  | Styles of Beyond           | 13-02-2003           | #1                | 145,102                     | 430,000   |
| 3  | Exile Entertainment        | 03-12-2003           | #1                | 395,257                     | 1,170,600 |
| 4  | Asia                       | 29-03-2006           | #1                | 280,371                     | 519,757   |
| 5  | Exile Evolution            | 07-03-2007           | #1                | 300,323                     | 738,466   |
| 6  | Exile Love                 | 12-12-2008           | #1                | 670,478                     | 1,470,959 |
| 7  | 愛すべき未来へ             | 12-02-2009           | #1                | 730,253                     | 1,299,235 |
| 8  | 願いの塔                   | 09-03-2011           | #1                | 480,537                     | 760,341   |
| 9  | Exile Japan / Solo         | 01-01-2012           | #1                | 350,277                     | 767,274   |
| 10 | 19 -Road to Amazing World- | 25-03-2015           | #1                |                             |           |
| 11 | Star Of Wish               | 25-07-2018           | #1                |                             |           |
| 12 | Phoenix                    | 01-01-2022           | #6                |                             |           |
| 13 | Power Of Wish              | 07-11-2022           |                   |                             |           |

### ÁlbumesRecopilatorios
| # | Título                                    | Fecha de lanzamiento | Posición más alta | Ventas en la primera semana | Ventas    |
| - | ----------------------------------------- | -------------------- | ----------------- | --------------------------- | --------- |
| 1 | Single Best                               | 01-01-2005           | #1                |                             |           |
| 2 | Select Best                               | 01-01-2005           | #1                |                             |           |
| 3 | Perfect Best                              | 01-01-2005           | #1                | 970,126                     | 1,438,889 |
| 4 | Exile Catchy Best                         | 26-03-2008           | #1                | 680,162                     | 1,232,066 |
| 5 | Exile Entertainment Best                  | 23-07-2008           | #1                | 400,038                     | 609,536   |
| 6 | Exile Ballad Best                         | 03-12-2008           | #1                | 943,901                     | 1,729,119 |
| 7 | Exile Perfect Year 2008 Ultimate Best Box | 25-03-2009           | #27               | 6,115                       | 7,300     |
| 8 | Exile Best Hits -Love Side / Soul Side-   | 05-12-2012           | #1                |                             |           |
| 9 | Extreme Best                              | 27-09-2016           | #2                |                             |           |

Perfect Best es una versión especial de 2CD+DVD que incluyeSingle Best y Select Best más otras 21 canciones y videoclips promocionales.
Exile Ballad Best es el álbum más vendido en 2008.

### Otros Álbumes
| # | Títulos | Fecha de lanzamiento | Posición más alta | Ventas en la primera semana |
| - | --- | -------------------- | ----------------- | --------------------------- |
| 1 | The Other Side of Ex Vol. 1                                                                                                 | 10-09-2003           | #5                | -                           |
| 2 | Appreciation to the Million Breakthrough\|祝ミリオン・初回アルバム ３枚組 Box Set: Appreciation to the Million Breakthrough | 31-03-2004           | #55               | -                           |
| 3 | Heart of Gold: Street Future Opera Beat Pops                                                                                | 29-09-2004           | #1                | 460,000                     |
| 4 | DJ MAKIDAI (from EXILE) Treasure MIX                                                                                        | 27-08-2008           |                   |                             |

### Sencillos
| #  | Título | Fecha de lanzamiento | Posición más alta | Ventas  |
| -- | --- | -------------------- | ----------------- | ------- |
| 1  | Your Eyes Only: Aimai na Boku no Katachi\|Your Eyes Only 曖昧なぼくの輪郭\|Your Eyes Only: My Ambiguous Outline | 27-09-2001           | #4                | 249,880 |
| 2  | Style | 12-12-2001           | #11               | 112,760 |
| 3  | Fly Away | 20-02-2002           | #18               | 31,880  |
| 4  | Song for You | 17-04-2002           | #6                | 91,750  |
| 5  | Cross: Never Say Die                                                                                            | 07-08-2002           | #13               | 38,410  |
| 6  | Ex-style: Kiss You                                                                                              | 13-11-2002           | #6                | 92,769  |
| 7  | We Will あの場所で\|We Will: At That Place                                                                      | 05-02-2003           | #16               | 32,703  |
| 8  | Breezin': Together                                                                                              | 28-05-2003           | #2                | 366,804 |
| 9  | Let Me Luv U Down feat. Zebra & Maccho                                                                          | 09-07-2003           | #3                | 64,854  |
| 10 | Choo Choo Train                                                                                                 | 06-11-2003           | #2                | 286,812 |
| 11 | Eternal... | 12-11-2003           | #7                | 46,762  |
| 12 | Kizuna | 19-11-2003           | #5                | 40,468  |
| 13 | O'ver | 27-11-2003           | #7                | 33,822  |
| 14 | Carry On | 12-05-2004           | #2                | 233,120 |
| 15 | Real World | 30-06-2004           | #1                | 125,809 |
| 16 | Heart of Gold                                                                                                   | 18-08-2004           | #4                | 93,873  |
| 17 | Hero | 01-12-2004           | #2                | 181,997 |
| 18 | Exit | 24-08-2005           | #2                | 195,004 |
| 19 | Tada...Aitakute (ただ…逢いたくて)                                                                               | 14-12-2005           | #1                | 562,196 |
| 20 | Yes! | 01-03-2006           | #1                | 92,622  |
| 21 | Everything | 06-12-2006           | #2                | 153,065 |
| 22 | Lovers Again | 17-01-2007           | #2                | 257,393 |
| 23 | Michi | 14-02-2007           | #1                | 112,106 |
| 24 | Summer Time Love                                                                                                | 16-05-2007           | #3                | 132,824 |
| 25 | Toki no Kakera / 24 karats: type EX (時の描片 ～トキノカケラ～)                                                 | 29-08-2007           | #2                | 141,161 |
| 26 | I Believe | 21-11-2007           | #3                | 142,228 |
| 27 | Pure / You're my sunshine                                                                                       | 27-02-2008           | #2                | 160,605 |
| 28 | The Birthday: Ti Amo                                                                                            | 24-09-2008           | #1                | 301,856 |
| 29 | Last Christmas                                                                                                  | 26-11-2008           | #1                | 200,255 |
| 30 | The Monster ~Someday~                                                                                           | 15-04-2009           | #1                | 207,099 |
| 31 | The Hurricane ~Fireworks~                                                                                       | 22-07-2009           | #1                |         |
| 32 | The Generation: Futatsu no Kuchibiru (The Generation ~ふたつの唇~ The Generation: Two Lips?)                    | 11-11-2009           | #2                | 288,752 |
| 33 | Fantasy | 09-06-2010           | #1                | 473,051 |
| 34 | Motto Tsuyoku (もっと強く Stronger?)                                                                            | 15-09-2010           | #1                | 230,564 |
| 35 | I Wish For You                                                                                                  | 06-10-2010           | #2                | 276,228 |
| 36 | Each Other's Way (Tabi no Tochū) (Each Other's Way ~旅の途中~ Each Other's Way (On the Way to Travel)?)         | 09-02-2011           | #1                | 118,852 |
| 37 | Rising Sun / (Itsuka Kitto...) (Rising Sun/いつかきっと…?)                                                      | 14-09-2011           | #1                |         |
| 38 | Anata e / Ooo Baby ( あなたへ/Ooo Baby?)                                                                        | 23-11-2011           | #2                |         |
| 39 | All Night Long                                                                                                  | 20-06-2012           | #1                |         |
| 40 | Bow & Arrows | 25-07-2012           | #2                |         |
| 41 | Exile Pride (Konna Sekai o Ai Suru Tame) (EXILE PRIDE 〜こんな世界を愛するため〜?)                              | 03-04-2013           | #1                |         |
| 42 | Flower Song | 19-06-2013           | #2                |         |
| 43 | No Limit | 25-09-2013           | #2                |         |
| 44 | New Horizon | 23-07-2014           | #1                |         |
| 45 | Jonetsu no Hana (情熱の花?)                                                                                     | 04-03-2015           | #2                |         |
| 46 | 24karats Gold Soul                                                                                              | 19-08-2015           | #3                |         |
| 47 | Ki mi ni mu chu                                                                                                 | 09-12-2015           | #2                |         |
| 48 | Joy-ride (Kanki no Drive)                                                                                       | 17-08-2016           | #2                |         |
| 49 | Ai no Tame ni (For love, for a child) (愛のために 〜for love, for a child〜) ?)                                 | 01-01-2020           | #2                |         |
| 50 | Sunshine | 16-12-2020           | #3                |         |
| 51 | Paradox | 27-04-2021           |                   |         |

#### Sencillos de colaboraciones
| # | Artista colaborado   | Título           | Fecha de lanzamiento | Posición más alta | Ventas  |
| - | -------------------- | ---------------- | -------------------- | ----------------- | ------- |
| 1 | GLAY                 | Scream           | 20-07-2005           | #1                | 545 095 |
| 2 | Kumi Kōda            | Won't Be Long    | 22-11-2006           | #2                | 235 476 |
| 3 | Sowelu, DOBERMAN INC | 24karats-type S- | 29-08-2007           |                   |         |